# Рогачи (Краснодарский край)
Рогачи́ — хутор в Брюховецком районе Краснодарского края.
Входит в состав Брюховецкого сельского поселения.

## География
Хутор находится к югу от Большого Байсугского лимана, на расстоянии 24 км к северо-западу от станицы Брюховецкая, административного центра района.

## История
До 1941 года на картах не встречается. На карте РККА 1941 года обозначен как хутор Рогачева. 8 февраля 1943 года освобождён от немецко-фашистских захватчиков силами 606-го стрелкового полка 371-й стрелковой дивизии 58-й армии Северо-Кавказского фронта в ходе Битвы за Кавказ. Бойцы полка преодолели сильное огневое сопротивление противника и контратаку батальона с 10 танками, к 19:00 освободив хутор. На топографической карте СССР 1984 года обозначен под современным названием.

## Население
| 2002 | 2010 |
| ---- | ---- |
| 44   | ↘43  |

## Улицы
На хуторе имеется одна улица — Колхозная.